# Колемастарцо (Беневенто)
Колемастарцо је насеље у Италији у округу Беневенто, региону Кампанија.
Према процени из 2011. у насељу је живело 29 становника. Насеље се налази на надморској висини од 397 м.